# Lista de jogos de Ranma ½
A série de videogames Ranma ½ baseia-se na série de mangás e anime do mesmo nome criada por Ranma ½. A série segue as aventuras de Ranma Saotome e seu pai Genma Saotome, dois lutadores de artes-marciais que são amaldiçoados após caírem em fontes localizadas em montanhas chinesas. A maioria dos jogos foram lançados apenas no Japão.
| Título                                          | Data de lançamento | Plataforma                             | Gênero de jogo |
| ----------------------------------------------- | ------------------ | -------------------------------------- | -------------- |
| Ranma 1/2                                       | 1990               | Turbo CD                               | Beat 'em up    |
| Ranma 1/2: Kakuren Bodesu Match                 | 1990               | Game Boy                               | Puzzle         |
| Ranma 1/2: Toraware no Hanayome                 | 1991               | Turbo CD                               | Visual novel   |
| Ranma 1/2: Datou, Ganso Musabetsu Kakutou-ryuu! | 1992               | Turbo CD                               | Beat 'em up    |
| Ranma ½: Chounai Gekitou Hen                    | 1992               | SNES                                   | Luta           |
| Ranma ½: Hard Battle                            | 1992-1993          | SNES                                   | Luta           |
| Ranma 1/2: Hiryu Densetsu                       | 1992               | MSX                                    | RPG            |
| Ranma 1/2: Netsuretsu Kakutouhen                | 1992               | Game Boy                               | RPG            |
| Ranma 1/2: Kakugeki Mondou!!                    | 1993               | Game Boy                               | RPG            |
| Ranma 1/2: Byakuran Aika                        | 1993               | Sega CD, versão cancelada para Mega-CD | Visual novel   |
| Ranma 1/2: Akanekodan Teki Hihou                | 1993               | SNES                                   | RPG            |
| Ranma ½: Chougi Rambuhen                        | 1994               | SNES                                   | Luta           |
| Ranma ½: Ougi Jaanken                           | 1995               | SNES                                   | Puzzle         |
| Ranma ½: Battle Renaissance                     | 1999               | PlayStation                            | Luta           |
| Fever Ranma ½: Onsen Asurechikku Hen            | 2011               | Arcade                                 | Pachinko       |